# Джефферис, Ричард

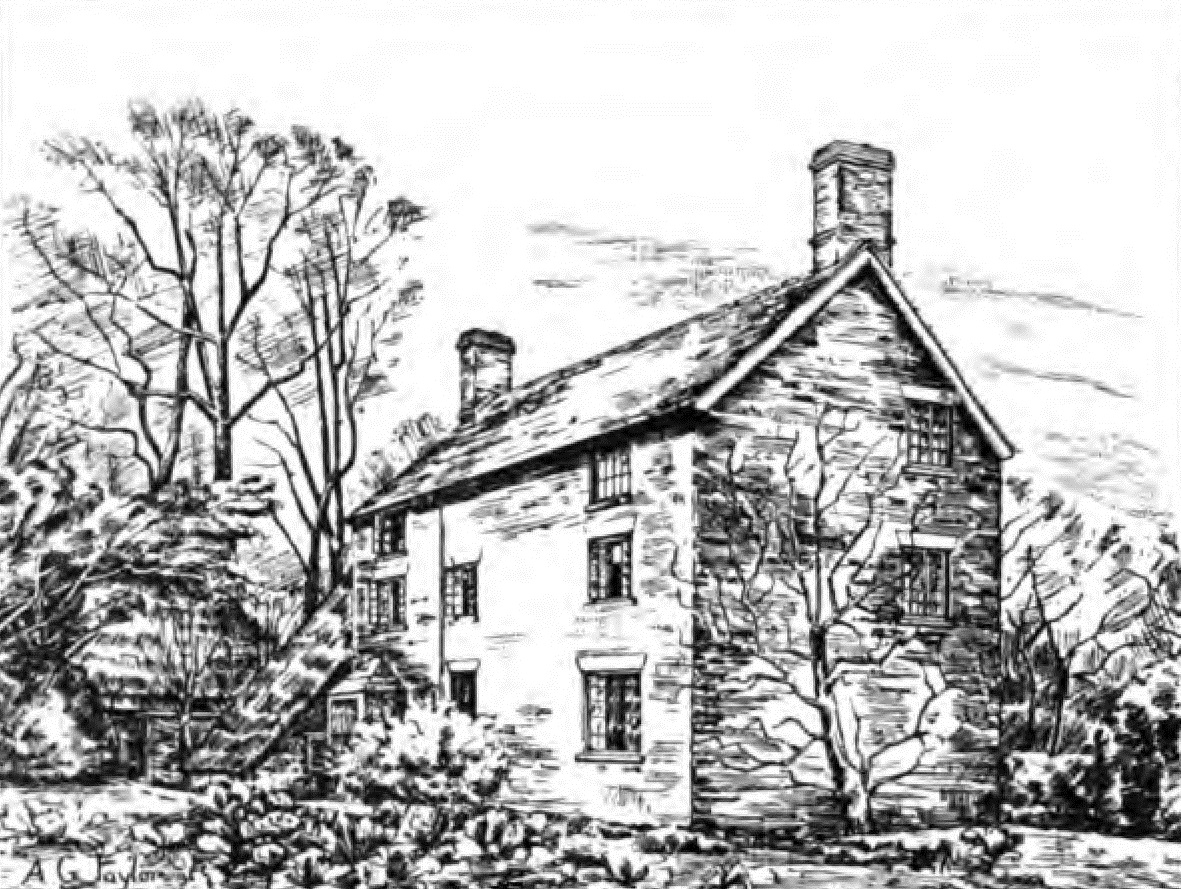
Ферма Коут в 1896 году. Первоначально крыша была покрыта соломой.

Джон Ричард Джефферис (англ. John Richard Jefferies; 6 ноября 1848, Суиндон, Уилтшир — 14 августа 1887, Уэртинг, Западный Сассекс) — английский писатель-натуралист, эссеист, известный тем, что описывал сельскую жизнь Англии в эссе, книгах по естественной истории, романах и книгах для детей.
Детство, проведенное на маленькой ферме в Уилтшире, оказало на него большое влияние и послужило основой для всех его основных художественных произведений. Собрание сочинений Джеффериса охватывает широкий спектр жанров и тем, включая классическую детскую книгу "Бевис" (Bevis: the Story of a Boy) (1882) и научно-фантастическое произведение "После Лондона" (After London) (1885). Большую часть своей взрослой жизни он страдал от туберкулеза, и его борьба с болезнью и бедностью также сыграла свою роль в его творчестве.
Джефферис ценил и развивал силу чувств в восприятии окружающего мира, ему удалось передать свое понимание природы и людей в ней, заслужив репутацию мистика природы.
Его произведения побудили к творчеству Генри Уильямсона. Среди других писателей, восхищавшихся Джефферисом, были Дэйвид Гарнетт, Эдвард Томас (написавший его биографию), Лесли Пол, Этель Маннин, Джон Фаулз, Генри Миллер, Рэймонд Уильямс, Джефф Вандермеер,  Уолтер Безант и Людовик Кеннеди. Уолтер Безант писал о своей реакции на первое прочтение Джеффериса: "Мы, должно быть, были слепы всю свою жизнь; у нас под самым носом происходили самые удивительные вещи, какие только возможны, но мы их не видели".

## Жизнь и творчество

### Ранний период
Джон Ричард Джефферис (он использовал первое имя только в детстве) родился в деревушке Коут общины Чизлдон, недалеко от Суиндона, Уилтшир, в семье фермера Джеймса Лакетта Джеффериса (1816–1896). Его родное место и дом теперь являются музеем, открытым для публики. Джеймс Джефферис получил ферму от своего отца, Джона Джеффериса, который был печатником в Лондоне, прежде чем вернуться в Суиндон, чтобы управлять семейной мельницей и пекарней. Мать Ричарда, Элизабет Гайд (1817–1895), всегда называемая Бетси, была дочерью переплетчика и управляющего Джона Джеффериса.
Их взаимоотношения отражены в персонажах позднего романа Джеффериса «Амариллис на ярмарке» (Amaryllis at the Fair) (1887). Джеймс Джефферис, как и Иден в «Амариллисе», был предан своему саду, в то же время изо всех сил стараясь добиться финансового успеха на ферме. Сад, с любовью описанный в «Лесной магии» (Wood Magic) (1881) и «Амариллисе», также впечатлял тех, кто знал семью Джефферис в то время. Бетси, как и жена Идена, похоже, была недовольна жизнью на ферме: "женщина, выросшая в городе, с красивым лицом и душой, любящей удовольствия, добрая и щедрая, но не приспособленная к сельской жизни". Ферма была очень маленькой, с 39 акрами (160 000 м2) пастбищ; а ипотека в размере 1500 фунтов стерлингов привела к тому, что Джеймс Джефферис начал влезать в долги, потеряв ферму в 1877 году и став наемным садовником. Но эти проблемы иначе воспринимались в детстве Ричарда. Ситуация была во многом похожа на описываемую в «После Лондона», где роль Барона, фермера и садовода снова принадлежит Джеймсу Джефферису: «Таким образом, все вокруг приходило в упадок, и в то же время казалось, что оно источает молоко и мед». В книгах поразительным образом отсутствует часть семьи Джефферис. В «Лесной магии» у героя (или героини) Бевис и Амариллис нет братьев и сестер; только в «После Лондона» у главного героя появляются братья и рассказывается о неполной симпатии между ними. Первый ребенок Джеймса и Элизабет, Эллен, умерла молодой; но у Ричарда было два младших брата и младшая сестра.
Джефферис провел несколько ранних лет, в возрасте от четырех до девяти, со своими тетей и дядей Харрилдами в Сиденхэме (район Лондона), где он посещал частную школу, а на каникулы возвращался в Коут. Его дядя, Томас Харрилд, был сыном новатора книгопечатания Роберта Харрилда. Джефферис поддерживал тесную дружбу с миссис Эллен Харрилд, и его письма к ней являются важным источником для биографов. В Коуте он проводил большую часть времени в сельской местности, и многое из того, что он рассказывает о Бевисе, происходило с ним самим. Отец брал его на охоту, когда ему стало восемь; а уже в девять лет он подстрелил кролика. Вскоре он проводил большую часть своего времени за охотой, ловлей кроликов и рыбалкой. Он также, как и Бевис, оборудовал лодку самодельным такелажем, чтобы плавать по водохранилищу; и, как говорят, он построил свое собственное каноэ, как герой "После Лондона". В то же время он пристрастился к чтению: среди его любимых книг были «Одиссея" Гомера, «Памятники старинной английской поэзии" Томаса Перси, "Дон Кихот" и "Следопыт" Дж. Фенимора Купера, которые служили образцом для постановочных сражений на поле между фермой и водохранилищем.

В ноябре 1864 года, в возрасте шестнадцати лет, он и его двоюродный брат Джеймс Кокс сбежали во Францию, намереваясь дойти пешком до России. (Кокс, который был немного старше Джеффериса, работал на Большой Западной железной дороге и скопил немного денег). После переправы через Ла-Манш они обнаружили, что их школьного французского недостаточно, и вернулись в Англию. Не доезжая до Суиндона, они заметили рекламу дешевых перелетов из Ливерпуля в Америку и отправились в новом направлении. Однако в стоимость билетов не входило питание; и мальчики были вынуждены вернуться в Суиндон после того, как попытка заложить свои часы привлекла внимание полиции.

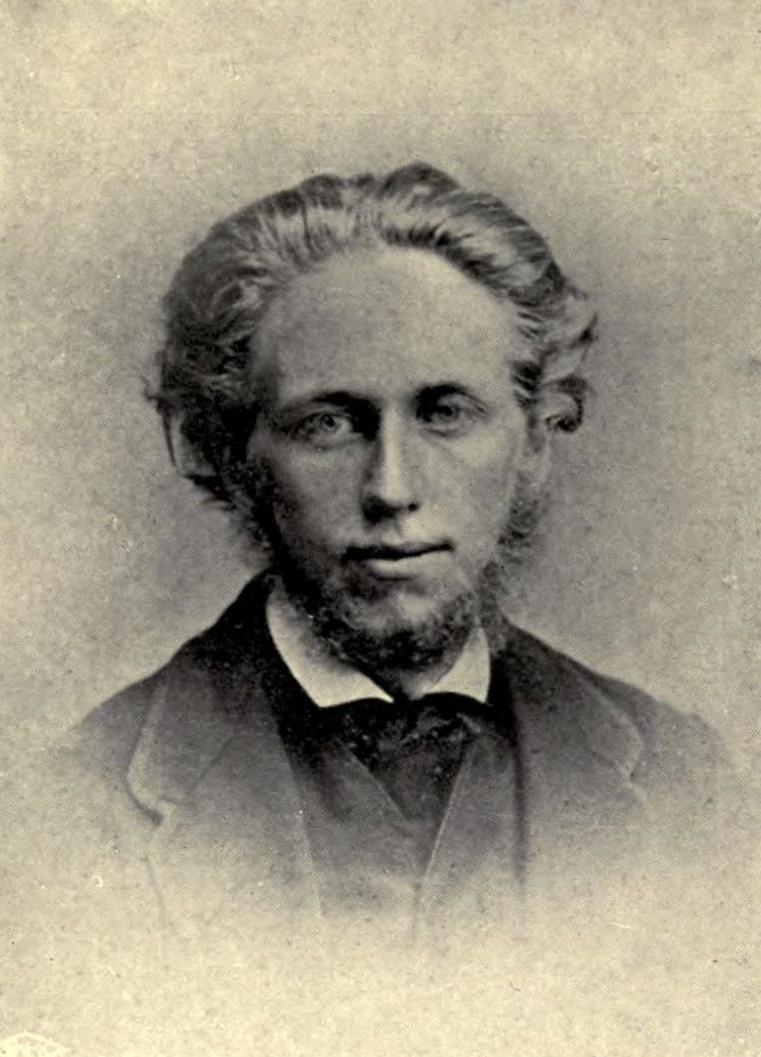
Джефферис в 1872

Джефферис бросил школу в пятнадцать лет и поначалу по привычке продолжал в одиночестве бродить по окрестностям. Он одевался небрежно и отращивал волосы до воротника. Это, вместе с его «согнутой спиной и длинным быстрым шагом, сделало его чудаковатой фигурой в городе Суиндон. Но он совершенно не осознавал этого или был к этому равнодушен». «Он мало помогал на ферме (его единственным увлечением было колоть дрова) и считался в некотором роде бездельником. Ружье, которое он всегда носил с собой, вызывало подозрения у местных землевладельцев – один из них сказал: «Этот молодой Джефферис не из тех парней, которому обрадуешься в своих владениях». Наконец, в начале 1866 года он начал работать репортером газеты North Wiltshire Herald. В течение нескольких лет он был репортером, сотрудничая не только с North Wiltshire Herald, но также с Wilts and Gloucestershire Standard и Swindon Advertiser. Редактор Swindon Advertiser Уильям Моррис, любитель древности и краевед, одалживал Джефферису книги и поощрял его ранние писательские опыты.  Сам Джефферис проявил исследовательский интерес к сельской местности: он публиковал краеведческие статьи в North Wiltshire Herald и был первым, кто заметил каменный круг около фермы Коут. Он также проводил много времени на холмах, особенно в городище железного века Лиддингтон Касл, где он лежал на траве, восторженно чувствуя связь с природным миром. В сентябре 1867 и июле 1868 года он тяжело болел. Эти болезни были первыми симптомами туберкулеза, который сгубит его. Он вышел из них ослабевшим и очень худым – «Мои ноги тонкие, как у кузнечика», – писал он своей тете. Болезнь также побудила его пересмотреть собственные взгляды: в будущем он собирался быть «не шикарным, но стильным», поскольку люди придают так много значения внешнему виду.
Теперь он активно занялся писательской карьерой, писал историю Годдардов, местной семьи, и «Репортаж, редактирование и авторство: практические советы для начинающих в литературе» (Reporting, Editing, and Authorship: Practical Hints for Beginners in Literature) (1873), в котором он делился плодами своего недолгого опыта работы местным репортером. Тем временем романы, которые он писал, не могли найти издателя. Вместо этого он привлек к себе внимание всей страны серией писем в The Times о сельскохозяйственных рабочих Уилтшира, опубликованных в ноябре 1872 года. Эти письма, как и другие его произведения того периода, отражают консервативные взгляды его воспитания.
В 1874 году, в год своей первой публикации романа («Алая шаль»), он женился на Джесси Баден (1853–1926), дочери соседнего фермера. Прожив несколько месяцев на ферме Коут, в 1875 году супруги переехали в дом в Суиндоне (его нынешний адрес — Виктория-роуд, 93); и 3 мая там родился их первый ребенок, Ричард Гарольд Джефферис.

### Первые публикации
В Суиндоне, Джефферис столкнулся с трудностями в публикации и поиске работы в лондонских издательствах, и в начале 1877 года вместе с Джесси и их маленьким сыном Гарольдом он переехал в дом по адресу: Толуорт, Юэлл-роуд, 296, недалеко от Сербитона. (В память об этом у входа в библиотеку Сербитона установлена деревянная табличка). В то время этот район находился на границе растущего Лондона. Джефферис проводил много времени, бродя по близлежащим окрестностям, и эти прогулки позже послужили материалом для книги "Природа близ Лондона" (Nature Near London) (1883).
Годы в Сербитоне были судьбоносными. Следующий ребенок пары, дочь, названная Джесси в честь своей матери (но известная под ее вторым именем Филлис), родилась (6 декабря 1880 года), и Джефферис наконец-то начал делать себе имя.  Статьи Джеффериса, посвященные его жизни в Уилтшире, нашли отклик в Pall Mall Gazette. Сначала вышла серия эссе, основанных на его дружбе с смотрителем поместья Бердероп, недалеко от Коута, «Егерь в своем доме» (The Gamekeeper at Home), собранная в виде книги в 1878 году. Книга была хорошо принята, и Джеффериса сравнивали с великим английским писателем-натуралистом Гилбертом Уайтом. Еще три сборника были опубликованы по той же схеме в Pall Mall Gazette, а затем в виде книги: "Дикая жизнь в южном графстве" (Wild Life in a Southern County) и "Браконьер-любитель" (оба в 1879 году), а также "Вокруг большого поместья" (1880).  Другой сборник, "Ходж и его хозяева" (Hodge and his Masters) (1880), собрал статьи, впервые опубликованные в Standard. За те несколько лет, что Джефферис посвятил написанию этих эссе, его литературное мастерство быстро развилось: "Браконьер-любитель", в частности, считается крупным шагом вперед по сравнению с более ранними работами, в котором он впервые обращается к автобиографической теме, лежащей в основе его лучших произведений. Небольшой роман "Ферма Грин-Ферн" (Greene Ferne Farm) (1880) стал первым, получившим признание как современников, так и более поздних исследователей.

### Книги о Бевисе
Две книги этих лет образуют серию. "Волшебство леса: сказка" (Wood Magic: A Fable) (1881) знакомит с героем, мальчиком Бевисом, живущим на ферме рядом с небольшим озером, называемым "Длинный пруд", очевидно, фермой и водохранилищем Коут. Исследуя сад и соседние поля, Бевис знакомится с сельскими птицами и животными, которые разговаривают с ним, и даже с говорящими природными явлениями, такими как ручей и ветер. Часть книги посвящена знакомству маленького ребенка с миром природы, но большая доля представляет собой циничную басню о восстании животных против сороки Капчака, местного тирана.
В "Бевисе" мальчик старше, и элемент фантазии, где животные могут разговаривать, полностью отсутствует. Вместо этого мы видим реалистичные приключения Бевиса и его друга Марка, которые устраивают постановочные бои с местными детьми, оснащают лодку и плывут на остров на озере (который они называют «Новое море»), ловят рыбу и даже стреляют из самодельного ружья.

### Болезнь
В декабре 1881 года Джефферис начал страдать от своего, до тех пор не диагностированного туберкулеза. После серии болезненных операций он переехал в Западный Брайтон для выздоровления. Примерно в это же время он написал свою необыкновенную автобиографию «История моего сердца». Он планировал эту работу семнадцать лет, и, по его словам, она была «абсолютно и непоколебимо правдивой».  Это была не описание событий его жизни, а исповедь его самых глубоких мыслей и чувств.
Статьи о районе Сербитон были перепечатаны в популярном Nature Near London (1883), хотя в последних главах книги упоминаются Бичи-Хед, Дитчлинг-Бикон и другие достопримечательности Сассекса.
18 июля 1883 года в Брайтоне родился его третий ребенок, Ричард Оливер Ланселот Джефферис. Но он прожил недолго. В июне 1884 года Джефферис переехал в Элтем, тогда еще графство Кент, ныне часть Гринвича, и здесь в начале 1885 года ребенок внезапно умер от менингита.  Джефферис был настолько потрясен, что не смог присутствовать на похоронах.

### После Лондона
Следующий роман Джеффериса "После Лондона" (1885) можно рассматривать как ранний образец "постапокалиптический фантастики": после того, как какая-то внезапная и неясная катастрофа опустошила Англию, сельский районы возвращаются к природному естеству, а немногие выжившие к квазисредневековому образу жизни.
Книга состоит из двух частей. Первая, «Возвращение в варварство», представляет собой рассказ некоего более позднего историка о падении цивилизации и его последствиях, с любовным описанием того, как природа возвращает себе Англию: поля, дороги, города зарастают лесами, домашние животные дичают, ненавистный Лондон превращается в озеро и ядовитое болото. Вторая часть, «Дикая Англия», в значительной степени представляет собой незамысловатое приключение, действие которого происходит много лет спустя в диком обществе и ландшафте (здесь Джефферис тоже подал пример в этом жанре); но вступительная часть, несмотря на некоторые неправдоподобия, вызвала всеобщее восхищение своей строгостью и убедительным повествованием.
Критики, недовольные второй частью, часто делают исключение для глав 22-24, которые выходят за рамки воссоздания средневекового мира и дают тревожное и сюрреалистическое описание падения города.
Интерес Джеффериса к катастрофам возник еще до "После Лондона": в двух коротких неопубликованных статьях 1870-х годов описывается социальный коллапс после того, как Лондон был парализован из-за аномальных зимних условий. В лучшей из них рассказчик - будущий историк, собирающий историю по кусочкам из сохранившихся свидетельств. У фантазии из второй части также есть предшественник - короткое произведение "Возвышение Максимина, императора Запада", опубликованное в журнале New Monthly в 1876 году, в данном случае это приключение, действие которого разворачивается в далеком и воображаемом прошлом.
Хотя общество, которое Джефферис изображает после падения Лондона отталкивает, с его деспотичными мелкими тиранами, воюющими друг с другом, незащищенностью и несправедливостью по отношению к бедным, оно все же послужило источником вдохновения для утопического романа Уильяма Морриса «Вести из ниоткуда» (1890). В письме от 1885 года он пишет о своей реакции на "После Лондона": "Абсурдные надежды окутали мое сердце, когда я прочитал это". "После Лондона" также оказал влияние на постапокалиптический роман М.П. Шила "Пурпурное облако".

### Последние годы

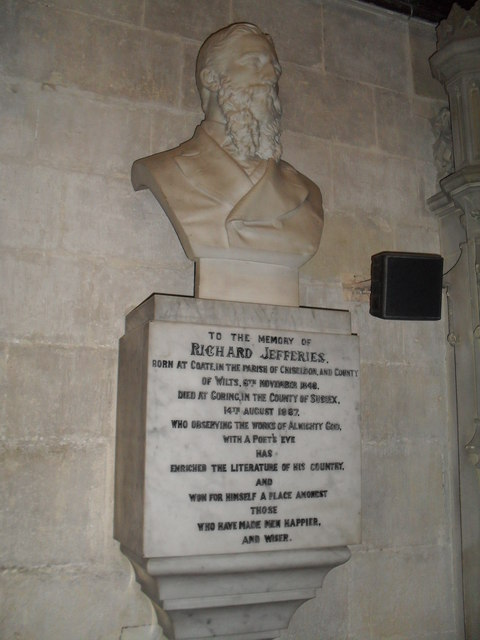
Памятник Ричарду Джефферису в Солсберийском соборе

После Элтема Джефферис недолго жил в разных частях Сассекса, сначала в Ротерфилде, затем в доме на Кроуборо-Хилл. Там Джефферис завершил свой самый амбициозный и необычный роман «Амариллис на ярмарке» (1887). Основанный на истории его собственной семье в Коуте, он описывает ферму и семью, незаметно приближающуюся к катастрофе. В нем мало развития повествования; вместо этого значимые или типичные моменты представлены в коротких сценах или даже картинках.
Болезнь и, как следствие, снижение производительности привели Джеффериса к нужде, и редактор Чарльз Лонгман предложил обратиться в Королевский литературный фонд. Сначала Джефферис отверг это предложение считая помощь от аристократических покровителей, далеких от литературы унизительной: «Покровители литературы! Разве в девятнадцатом веке было такое позорище? Покровители литературы! Это просто отвратительно!» Лонгману наконец удалось убедить Джеффериса, что фонду «помогали все, кто добился каких-либо успехов в литературе». Заявка была принята, и комитет одобрил грант в сто фунтов стерлингов. Другой фонд, организованный Лонгманом, позволил Джефферису переехать поближе к морю, в Горинг, пригород Уортинга. Там 14 августа 1887 года он умер от туберкулеза и истощения. Он похоронен на кладбище Бродуотер и Уортинг в Уортинге.
После его жизни было издано несколько посмертных сборников его работ, ранее публиковавшихся в газетах и журналах, начиная с "Поля и живой изгороди" (Field and Hedgerow) (1889), изданного под редакцией его вдовы. С тех пор появились новые сборники, но даже сейчас не все его произведения собраны и переизданы.

## Влияние и память
Среди ранних работ Генри Стивенса Солта были три: "Ричард Джефферис: исследование" (1894), "Ричард Джефферис: его жизнь и его идеи" (1905), "Вера Ричарда Джеффериса" (1906).
Дж. С. Флетчер написал несколько романов об английской сельской жизни по мотивам произведений Джеффериса, начиная с "Чудесного Вапентейка" (1894).
Работы Джеффериса вдохновили Генри Уильямсона заняться писательством; Уильямсон отредактировал сборник сочинений Джеффериса с названием, которое указывает на большое уважение, которое он питал к Джефферису: "Ричард Джефферис: избранные работы с подробностями и событиями его жизни, смерти и бессмертия" (1947).
Канадский поэт Джон Ньюлав опубликовал "Надпись Ричарду Джефферису на сарсене в Барбери" в сборнике "Тасманийский дьявол и другие стихи".
Джефферису посвящен птичий заповедник в Сербитоне.
В телесериале BBC "Путешествие по антиквариату", в 2022 году рассказывалось о музее Ричарда Джеффериса, когда эксперт по антиквариату Джеймс Брэкстон встретился с директором музея Майком Принглом, чтобы рассказать историю автора.
Роман Джеффериса "После Лондона" послужил источником вдохновения для концептуального альбома After the City группы Bird in the Belly 2022 года. Группа адаптировала отрывки из романа вместе с балладами, стихами о чуме и Ланкаширском хлопковом голоде, чтобы создать предысторию событий, которые Джефферис подробно описывает в своем романе.
Идеи Джеффериса стали источником вдохновения для Рейчел Карсон.
Общество Ричарда Джеффериса ежегодно присуждает премию Ричарда Джеффериса за литературу о природе.

### Прижизненные публикации
- The Scarlet Shawl (London: Tinsley Brothers, 1874)
- Restless Human Hearts (London: Tinsley Brothers, 1875)
- World's End (London: Tinsley Brothers, 1877)
- The Gamekeeper at Home (London: Smith, Elder & Co., 1878) (reissued by Cambridge University Press, 2009; ISBN 978-1-108-00410-7)
- Wild Life in a Southern County (London: Smith, Elder & Co., 1879)
- The Amateur Poacher (London: Smith, Elder & Co., 1879) (reissued by Cambridge University Press, 2009; ISBN 978-1-108-00409-1)
- Greene Ferne Farm (London: Smith, Elder & Co., 1880)
- Hodge and His Masters (London: Smith, Elder & Co., 1880)
- Round About a Great Estate (London: Smith, Elder & Co., 1880)
- Wood Magic (London: Cassell, Petter, Galpin & Co., 1881)
- Bevis: the Story of a Boy (London: Sampson Low, Marston, Searle, & Rivington, 1882)
- Nature Near London (London: Chatto & Windus, 1883)
- The Story of My Heart: An Autobiography (London: Longmans, Green, & Co., 1883)
- Red Deer (London: Longmans, Green, & Co., 1884)
- The Life of the Fields (London: Chatto & Windus, 1884)
- The Dewy Morn (London: Richard Bentley and Son, 1884)
- After London; Or, Wild England (London: Cassell & Company, Ltd., 1885)
- The Open Air (London: Chatto & Windus, 1885)
- Amaryllis at the Fair (London: Sampson Low, Marston, Searle, & Rivington, 1887)

### Посмертные публикации
Только первая из этих книг (изданная его вдовой) была запланирована Джефферисом.
- Field and Hedgerow; Being the Last Essays of Richard Jefferies (London: Longmans, Green, & Co., 1889)
- The Toilers in the Field (London: Longmans, Green, & Co., 1892)
- The Early Fiction of Richard Jefferies, ed. G. Toplis (London: Simpkin, Marshall, Hamilton, Kent & Co Ltd., 1896), somewhat bowdlerised
- Jefferies' Land: A History of Swindon and its Environs, ed. G. Toplis (London: Simpkin, Marshall, Hamilton, Kent & Co Ltd., 1896)
- The Hills and the Vale, collected and introduced by E. Thomas (London: Duckworth & Co, 1909)
- Eye of the Beholder: an illustrated anthology (Southampton: Ashford Press Pub., 1987)
- The Rise of Maximin: Emperor of the Orient, first published in serial form in 'The New Monthly Magazine' (1876–7), (Oxfordshire: Petton Books, 2012). ISBN 978-0-9563751-3-1.
- The Farmer's World: Richard Jefferies' Agricultural Journalism in the late 1870s. A collection of Jefferies's articles published in the Livestock Journal. Published by Petton Books, 2016, ISBN 978-0-9563751-6-2
- Ben Tubbs Adventures (Norfolk: Petton Books, 2016). Jefferies's earliest work of fiction.